# Sten Ahlberg
Sten Wilhelm Ahlberg, född 30 mars 1952 i Växjö, är en svensk grafiker.
Ahlberg studerade bland annat vid Fine Art Work Center i USA och för Lars Sjöström samt under studieresor till ett flertal europeiska länder. Han har medverkat i samlingsutställningar i USA och Sverige. Förutom grafik består hans konst av motiv från kosmos, hav och stränder med detaljstudier av båtar och snäckor i olja.